# Jean-Marie Duhamel

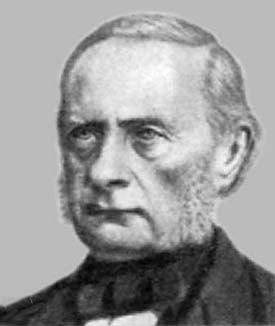
Jean-Marie Constant Duhamel

Jean-Marie Constant Duhamel (Saint-Malo, 5 februari 1797 - Parijs, 29 april 1872) was een Frans wis- en natuurkundige. Zijn studiejaren werden beïnvloed door de beroeringen van de napoleontische tijd. Hij richtte zijn eigen school op, de École Sainte-Barbe. Naar hem werd het Duhamel-principe vernoemd. Hij was in de eerste plaats een wiskundige, maar bestudeerde ook de wiskunde van warmte, mechanica en akoestiek. Hij voerde ook onderzoekingen uit in de differentiaal- en integraalrekening, waarbij hij gebruikmaakte van infinitesimalen. Duhamels stelling over infinitesimalen beweert dat de som van een reeks van infinitesimalen onveranderd blijft wanneer men de infinitesimaal vervangt door haar voornaamste deel.
Hij werd in de jaren vijftig van de 19e eeuw door Augustin Louis Cauchy tot het katholicisme bekeerd.

## Voetnoten
1. ↑  John J. O'Connor en Edmund F. Robertson. Het MacTutor-geschiedenis van de wiskunde-archief